# Heavy Expanded Mobility Tactical Truck
Heavy Expanded Mobility Tactical Truck (HEMTT) är en serie terränggående lastbilar som tillverkas av Oshkosh Truck Corporation och används av USA:s armé. Serien togs i bruk 1982 och ersatte M520 Goer. Den vanligaste typen har åtta hjul på fyra axlar med drivning på alla fyra, men versioner med tio hjul finns också. Fordonets stomme används även civilt för brandbilar på flygplatser.

## Användning
HEMTT används i den amerikanska armén för tunga transporter av förnödenheter och som dragfordon för vapensystem. Fordonet utmärker sig genom sin goda framkomlighet jämfört med konventionella lastbilar, såsom M939, tack vare sina många hjul kombinerat med drift på samtliga hjul samt stora däck med lågt lufttryck. På samma sätt som HMMWV är stommen i den lätta fordonsparken, är HEMTT ett mycket viktigt fordon för tunga transporter. Idag finns cirka 13 000 HEMTT i tjänst. Kostnaden för en enkel HEMTT (M977 eller M985) är från 135 000 US dollar.

## Varianter
HEMTT-lastbilar finns i flera olika varianter:
- M977 och M985 används för många olika typer av transporter, speciellt ammunition. De har en kran monterad längst bak på fordonen.[1][2]
- M978 tankbil används för att tanka andra fordon och helikoptrar på andra platser än i baser.[3]
- M983 dragare bogserar den trailermonterade avfyrningsrampen för luftvärnsroboten MIM-104 Patriot.[4]
- M983 med en 30 kW generator och en kran monterad bakom förarhytten bogserar M790 eller M1003 robottrailer för MGM-31 Pershing.[4]
- M984 bärgningsfordon använder ett lyft-och-bogsera-system för att bärga förstörda fordon på två-tre minuter. Den har en vinsch, en kran och en stor förvaringslåda.[5]
- M1120 kan transportera 11 ton förnödenheter och har ett lasthanteringssystem som gör det möjligt för besättningen att lasta på och av lasten utan att lämna förarhytten.[6]
- M1977 används för att transportera komponenter för att bygga broar.[7]

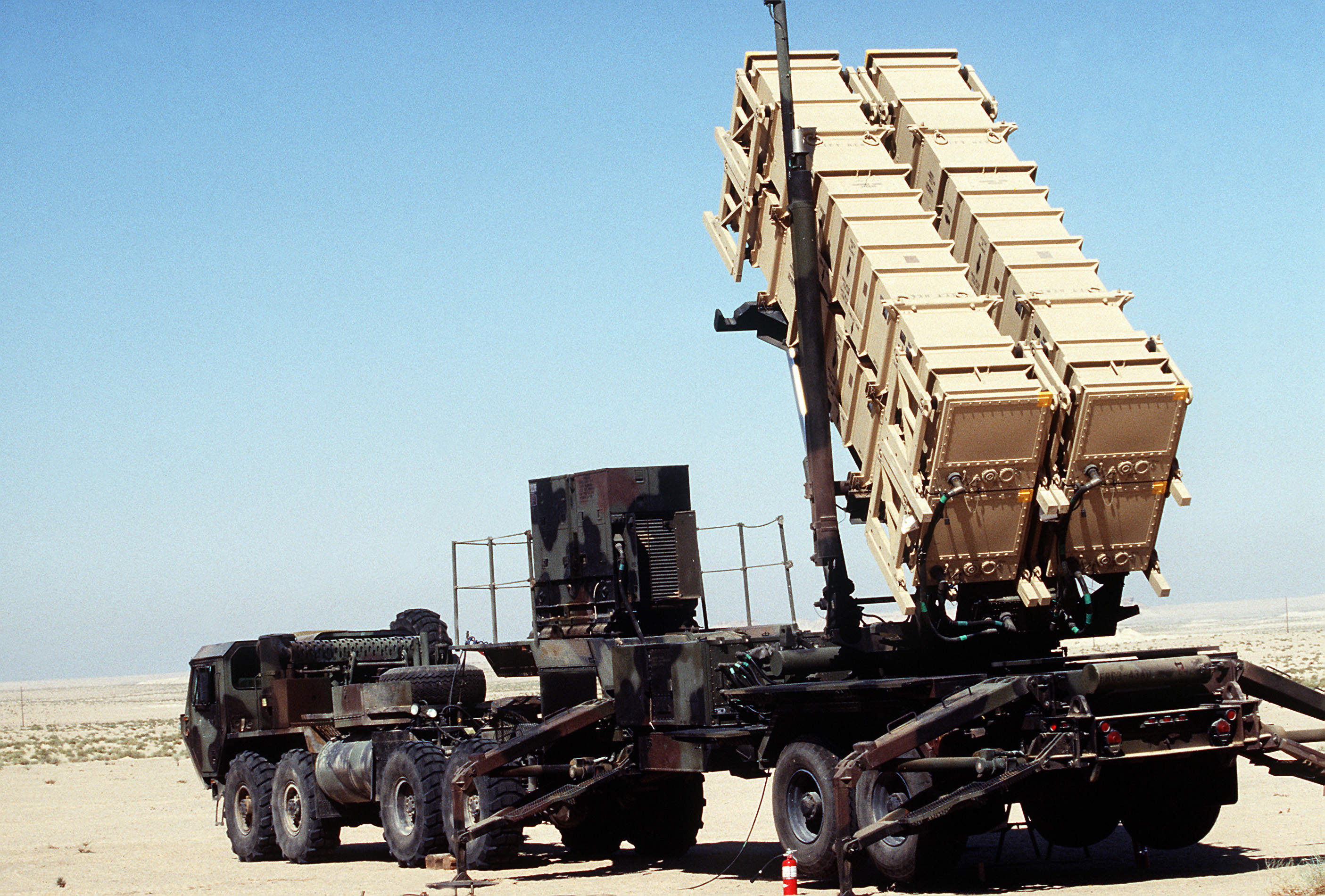
HEMTT med avfyrningsramp för MIM-104 Patriot